# Muzicuță

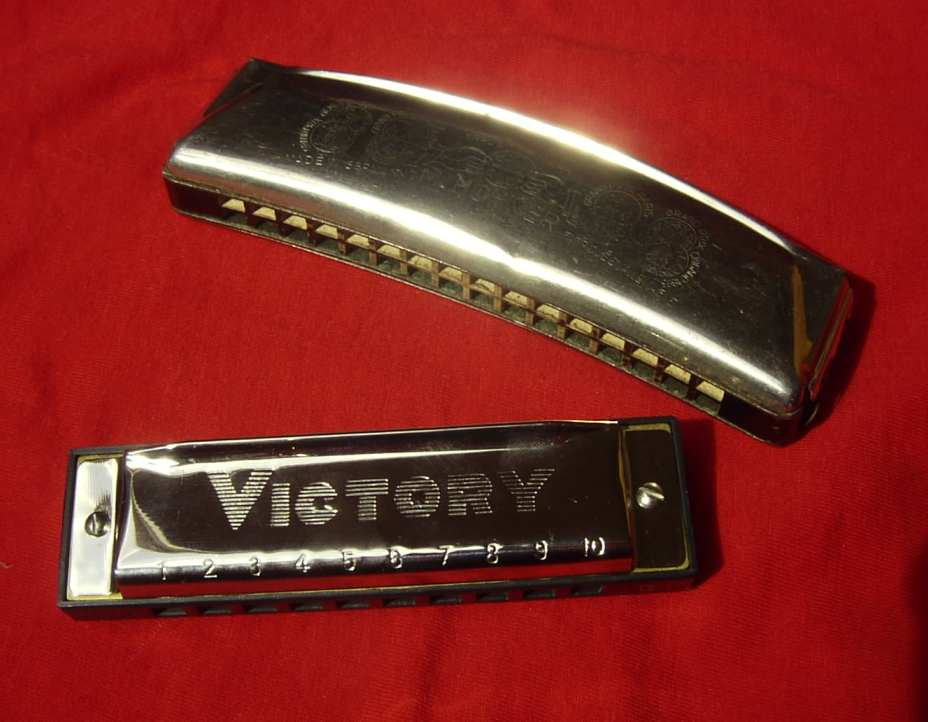
Muzicuță

Muzicuța este un instrument muzical mic de suflat, numit și armonică de gură. El este prevăzut cu canale prin care este dirijat aerul suflat, la trecerea curentului de aer, fișe (lamele) metalice vibrează, producând astfel diferite tonuri muzicale. A fost creat în anii 1820, în Europa. 
Muzicuța diatonică e, de departe, tipul de instrument cel mai des întâlnit. Pentru zonele europene și cele nord-americane, se numește "blues harp". Se caracterizează prin aceea că e conceput să cânte câte o notă și e acordat în stilul Richter. 
Aici e schema notelor pentru ansamblul de norme diatonic în cheia sol major:
|        | 1   | 2  | 3       | 4   | 5  | 6  | 7       | 8  | 9  | 10  |
| ------ | --- | -- | ------- | --- | -- | -- | ------- | -- | -- | --- |
| suflat | sol | si | re      | sol | si | re | sol     | si | re | sol |
| tras   | la  | re | fa diez | la  | do | mi | fa diez | la | do | mi  |